# Aljava
Koordinaten: 58° 33′ N, 23° 11′ O

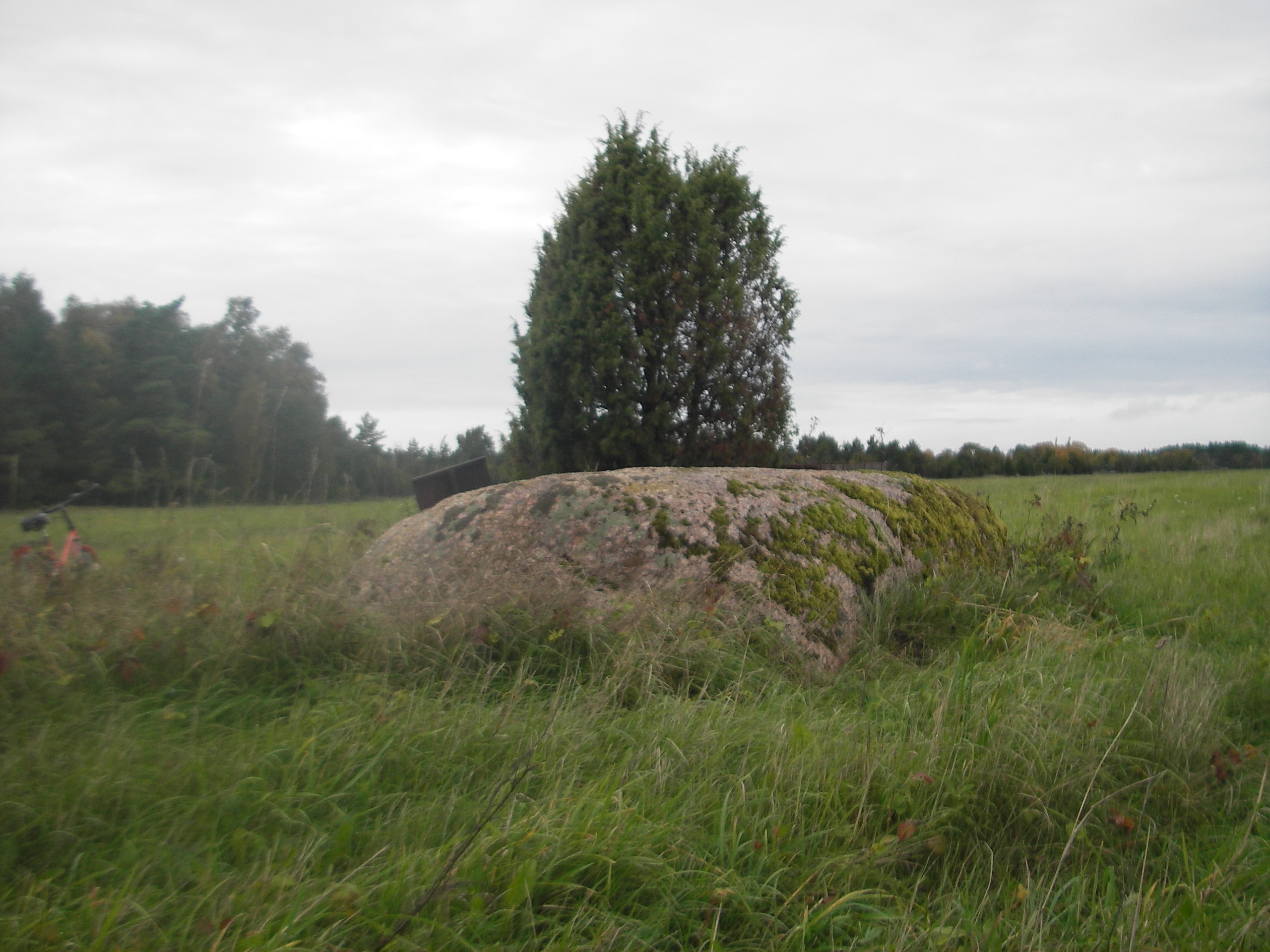
Kultstein bei Aljava

Aljava (deutsch Aljawa) ist ein Dorf (estnisch küla) auf der drittgrößten estnischen Insel Muhu. Es gehört zur gleichnamigen Landgemeinde (Muhu vald) im Kreis Saare (Saare maakond).

## Beschreibung
Aljava liegt direkt an der Ostsee. Der Ort hat 7 Einwohner (Stand 31. Dezember 2011).
Er geht zurück auf das Gesinde Hallichavo, das 1645 erstmals erwähnt wurde.